# Arwald
Arwald ou Atwald (mort en 686) est un roi des Wihtware, le peuple anglo-saxons occupant l'île de Wight, vers le milieu des années 680.

## Biographie
L'histoire d'Arwald n'est connue que grâce à l'Histoire ecclésiastique du peuple anglais de Bède le Vénérable. Ce dernier rapporte qu'en 686, le roi des Ouest-Saxons Cædwalla envahit l'île de Wight, dont il compte massacrer tous les habitants, encore païens, pour les remplacer par ses sujets. Bien qu'il soit lui-même encore païen, il s'est également engagé à remettre un quart de l'île à l'évêque northumbrien Wilfrid. D'après l'historien D. P. Kirby, la campagne de Cædwalla vise à contrebalancer l'influence de Wulfhere de Mercie dans la région.
Cædwalla est victorieux et rattache l'île de Wight à son royaume. Arwald trouve la mort durant ce conflit. Ses deux jeunes frères s'enfuient à travers le Solent pour se réfugier chez les Meonware, un peuple jute allié de Wulfhere, mais ils sont dénoncés et condamnés à mort. Avant leur exécution, ils reçoivent le baptême des mains du prêtre Cyneberht, abbé du monastère de Redbridge (en).